# Океанічна плита

Карта тектонічних плит

Океанічна плита (рос. океаническая плита, англ. oceanic plate; нім. ozeanische Platte f) — найстійкіша частина ложа океанів, яка утворює дно глибоко зануреної улоговини.
Океанічні плити займають більше половини площі Світового океану. Переважаючі глибини бл. 5 км.
У будові кори бере участь малопотужний шар глибоководних осадів (потужністю менше 1 км), перекриває його другий шар (1-3 км), в складі якого переважають толеїтові базальти і місцями присутні прошарки осадових порід, і третій шар, що складається в осн. з порід типу габро (4-6 км). Розвинені в межах островів і підводних височин вулканічні гірські породи представлені лужними базальтами і їх дериватами. На поверхні дна залягають глибоководні мули, що часто містять залізо-манґанові конкреції. 
Близький термін — таласоплен.